# Batalla de las Operaciones sobre la Estación de Manassas
Las Operaciones sobre la estación de Manassas incluye las acciones de Bristoe Station, Bull Run Bridge o Union Mills y Kettle Run. Tuvieron lugar entre el 25 y el 27 de agosto de 1862 en el condado Prince William, Virginia, durante la Campaña del Norte de Virginia en el Teatro del Este de la Guerra de Secesión.
En la tarde del 26 de agosto las tropas del mayor general Thomas J. Jackson, tras superar por el flanco derecho al Ejército de Virginia del mayor general John Pope, atacan la estación de Bristoe y antes del amanecer del 27 de agosto continúa el avance capturando y destruyendo el depósito de suministros de la Unión de Manassas Junction. Este ataque por sorpresa en la retaguardia de la Unión obliga a Pope a retirar todas las tropas que estaba concentrando en el río Rappahannock para evitar quedarse aislado de Washington
El 27 de agosto Jackson, siguiendo la línea férrea que sirve de suministro a la Unión, vence a una brigada en Bull Run Bridge, cerca de Union Mills, causando varios cientos de bajas y resultando mortalmente herido el general de brigada de la Unión George W. Taylor. 
Mientras tanto, la división confederada mandada por el mayor general Richard S. Ewell, resiste hasta el anochecer el ataque de la división del mayor general Joseph Hooker en Kettle Run, cerca de Bristoe Station, produciéndose en total unas 600 bajas. Esa misma noche, Jackson mueve sus divisiones y las concentra en Stony Ridge, al norte de Groveton, esperando la llegada de las tropas de James Longstreet y eligiendo una posición ventajosa ante el inminente ataque de Pope.    